# 周坚 (东晋)
周堅（？—319年），一名周抚，东晋十六国沛郡（今安徽省淮北市西）人。
東晋初期周撫担任彭城内史。318年十二月，周撫杀害沛国内史周默，叛東晋，率领属下投降漢赵大将军石勒。晋元帝命下邳内史劉遐领彭城内史，与徐州刺史蔡豹、泰山郡太守徐龕討伐周撫。319年二月，劉遐、蔡豹、徐龕和鷹揚将軍蘇峻在寒山击败周撫。周撫敗走中被徐龕部将于药击斩，将首級送往建康。
《晋書·卷81·劉遐传》作周堅，一名周抚，称天下大乱，周撫与同郡周默，各为塢主。周默归降東晋奮威将軍祖逖。周撫大怒，于是襲殺周默，在彭城反晋，漢大将军石勒派军援救。没有说周撫与周默一样都获得了東晋的官職。